# Russell Allen
Russell Allen (Long Beach, Califórnia, 19 de Julho de 1971) é o vocalista da banda de metal progressivo Symphony X desde 1995.
Allen começou a cantar muito cedo, fazendo sua primeira apresentação aos cinco anos de idade. Participou do projeto Arjen Lucassen's Star One, tendo nos créditos seu nome como Sir Russell Allen, como é chamado pelos fãs. Participou também da gravação de três CDs junto com Jørn Lande.
No verão de 2005 excursionou com o Symphony X na Gigantour promovida por Dave Mustaine, ao lado de bandas como Dream Theater, Nevermore e Megadeth.

## Biografia
Nascido no dia 19 de Julho de 1971 em Long Beach, Califórnia, Russell Allen começou a cantar muito cedo, fazendo sua primeira apresentação aos 5 anos de idade.
Costumava cantar músicas country com seus avós em apresentações na região sul da Califórnia. Teve como influência, entre outros, de Willie Nelson e Johnny Cash, por sua aparência "fora-da-lei" e pela honestidade nas músicas.
Participou de shows de talentos na escola e começou a se interessar por instrumentos como clarinete e bateria, porém rapidamente desistiu desses pelo piano. "Tive aulas de piano por um ano e então eu descobri Van Halen e eu simplesmente TINHA que tocar guitarra." diz Allen.
Apesar de tudo, Russell nunca parou de cantar, mas se manteve tocando guitarra por 7 anos.
Começou a gostar de bandas como Iron Maiden, Dio, Led Zeppelin e Black Sabbath. Tendo como porta de entrada para o mundo do rock progressivo a banda Rush, que o levou a ouvir Yes e finalmente Pink Floyd. Então começou sua fase anos 60 e a gostar de the Doors, Jimi Hendrix, Beatles e Deep Purple. Também gostava muito de músicas folk como CSN, Simon & Garfunkel e James Taylor (bandas que cantava nos grupos vocais da escola).
Conforme foi desenvolvendo seu estilo de cantar, uniu velhas e novas influências. Gostava de Badlands, Alice in Chains e Soundgarden no começo dos anos 90 e a partir daí parou de buscar influências e começou a desenvolver seu próprio estilo e evoluir pro vocalista que é atualmente.
Entrou no Symphony X em 1995 por intermédio de Rod e Tom (Rod Tyler e Thomas Miller, antigos Vocalista e Baixista, respectivamente) que falaram dele para Michael Romeo. Rod queria sair por não estar dando certo com a banda e achou que Allen seria uma substituição "decente" para ele. Então, após ser visto cantando num show beneficente para Ray Gillen em Nova Iorque, Russell foi convidado por Thomas para entrar na banda. Apesar de achar o som estranho a princípio, foi atraído pela banda pelo enorme talento e potencial dos músicos. Sabia que teria que voltar a estudar música para estar na banda, mas rapidamente estava se divertindo cantando em arranjos corais que não fazia desde a época de escola.
Desde então já gravou 10 CDs com a banda, um CD solo e participou de gravações com Jørn Lande e Arjen Lucassen.

## Discografia

### com Symphony X
- The Damnation Game (1995)
- The Divine Wings of Tragedy (1997)
- Twilight in Olympus (1998)
- Prelude to the Millennium (1998)
- V: The New Mythology Suite (2000)
- Live on the Edge of Forever (2001)
- The Odyssey (2002)
- Paradise Lost (2007)
- Iconoclast (2011)
- Underworld (2015)

### Solo
- Russell Allen's Atomic Soul (2006)

### Star One
- Space Metal (2002)
- Live on Earth (2003)
- Victims of the Modern Age (2010)
- Revel in Time (2022)[2]

### Ayreon
- Universal Migrator Part 2: Flight of the Migrator (2000, na faixa "Dawn of a Million Souls")
- The Source (2017)[3]

### Com Jørn Lande (Allen/Lande)
- The Battle (2005)
- The Revenge (2007)
- The Showdown (2010)
- The Great Divide (2014)

### Com Anette Olzon (Allen/Olzon)
- Words Apart (2020)
- Army Of Dreamers (2022)

### Adrenaline Mob
- Adrenaline Mob (EP) (2011)
- Omertà - (2012)
- Covertà - (2013)
- Men of Honor (álbum) -  (2014)

### Avalon
- The Land of New Hope - (2013)